# Colpotrochia uchidai
Colpotrochia uchidai là một loài tò vò trong họ Ichneumonidae.